# Ma-ayon
Ma-ayon is een gemeente in de Filipijnse provincie Capiz op het eiland Panay. Bij de laatste census in 2007 had de gemeente ruim 35 duizend inwoners.

## Geografie

### Bestuurlijke indeling
Ma-ayon is onderverdeeld in de volgende 32 barangays:
| - Aglimocon - Alasaging - Alayunan - Balighot - Batabat - Bongbongan - Cabungahan - Canapian - Carataya - Duluan - East Villaflores | - Fernandez - Guinbi-alan - Indayagan - Jebaca - Maalan - Manayupit - New Guia - Quevedo - Old Guia - Palaguian - Parallan | - Piña - Poblacion Ilawod - Poblacion Ilaya - Poblacion Tabuc - Quinabonglan - Quinat-uyan - Salgan - Tapulang - Tuburan - West Villaflores |

## Demografie
Ma-ayon had bij de census van 2007 een inwoneraantal van 35.448 mensen. Dit zijn 2.748 mensen (8,4%) meer dan bij de vorige census van 2000. De gemiddelde jaarlijkse groei komt daarmee uit op 1,12%, hetgeen lager is dan het landelijk jaarlijks gemiddelde over deze periode (2,04%). Vergeleken met de census van 1995 is het aantal mensen met 5.115 (16,9%) toegenomen.

De bevolkingsdichtheid van Ma-ayon was ten tijde van de laatste census, met 35.448 inwoners op 142,32 km², 249,1 mensen per km².